# 海上自衛隊艦船補給処
海上自衛隊艦船補給処（かいじょうじえいたいかんせんほきゅうしょ、英称：Ship Supply Depot）は海上自衛隊の補給処の一つ。1998年（平成10年）12月8日、海上自衛隊の補給・整備部門の組織改編により新編。海上自衛隊の艦艇が使用する搭載装備品の補給、整備を中心とした後方支援業務を実施している。
管理部、計画部、艦船部、武器部、保管部の5部署があり、本処は神奈川県横須賀市田浦港町無番地の田浦地区（旧海軍軍需部・旧海軍水雷学校跡地）にある。
艦船補給処長は1等海佐（一）をもって充てられている。

## 概要
- 主に調達にかかわり、装備の入札の際の受け皿となる。
- 全国規模での艦艇の装備品の調達・整備・補給を担当する。

## 沿革
- 1998年（平成10年）12月8日：海上自衛隊の補給整備部門の組織改編により、「海上自衛隊艦船補給処」を新設、海上自衛隊補給本部隷下に編入。
- 2001年（平成13年）10月1日：会計課の改編及び契約課、原価計算課の新編[3]。
- 2002年（平成14年）12月8日：新倉庫（N-1）運用開始。
- 2008年（平成20年）4月1日：補給管理課に需品班を新設。
- 2011年（平成23年）4月1日：技術管理課を廃止、補給管理課改編及び需品課新設。

## 組織編成
- 管理部
- 計画部
- 艦船部
- 武器部
- 保管部

## 主要幹部
| 官職名                 | 階級    | 氏名       | 補職発令日     | 前職                                                           |
| ---------------------- | ------- | ---------- | -------------- | -------------------------------------------------------------- |
| 海上自衛隊艦船補給処長 | 1等海佐 | 佐藤まどか | 2024年08月01日 | 海上幕僚監部首席会計監査官付 会計監査室長                      |
| 副処長                 | 1等海佐 | 橋本剛     | 2024年07月08日 | 大湊造修補給所長 兼 大湊地方総監部技術補給監理官               |
| 管理部長               | 1等海佐 | 見潮定政   | 2024年08月01日 | 海上幕僚監部装備計画部装備需品課 衣糧班長                      |
| 計画部長               | 1等海佐 | 松浦和也   | 2025年03月01日 | 海上自衛隊第4術科学校教務部長                                  |
| 艦船部長               | 1等海佐 | 井之村明彦 | 2024年06月14日 | 海上自衛隊艦船補給処勤務                                       |
| 武器部長               | 1等海佐 | 高橋伴嘉   | 2024年02月04日 | 海上幕僚監部装備計画部装備需品課勤務 兼 海上自衛隊補給本部勤務 |
| 保管部長               | 事務官  | 内村和義   | 0000年00月00日 |                                                                |

| 代 | 氏名       | 在職期間               | 出身校・期            | 前職                                         | 後職                             |
| -- | ---------- | ---------------------- | --------------------- | -------------------------------------------- | -------------------------------- |
| 01 | 池田 晃    | 1998.12.8 - 2000.7.31  | 防大12期              | 横須賀補給所長                               | 横須賀造修補給所長               |
| 02 | 松本順時   | 2000.8.1 - 2002.6.30   | 同志社大・ 20期幹候   | 海上自衛隊艦船補給処副処長                   | 退職（海将補昇任）               |
| 03 | 加藤典男   | 2002.7.1 - 2005.1.11   | 防大18期              | 海上自衛隊幹部候補生学校副校長               | 統合幕僚学校副校長               |
| 04 | 上田達朗   | 2005.1.12 - 2006.7.30  | 防大20期              | 海上幕僚監部監理部経理課長                   | 装備本部副本部長（艦船車両担当） |
| 05 | 塙 泉      | 2006.7.31 - 2008.11.31 | 防大19期              | 横須賀造修補給所長                           | 退職（海将補昇任）               |
| 06 | 竹中廣虎   | 2008.12.1 - 2010.3.31  | 防大22期              | 海上幕僚監部首席会計監査官                   | 南関東防衛局調達部次長           |
| 07 | 五領田良介 | 2010.4.1 - 2011.10.2   | 防大22期              | 海上幕僚監部首席会計監査官                   | 退職                             |
| 08 | 松浦 清    | 2011.10.3 - 2015.3.8   | 東京水産大・ 32期幹候 | 海上幕僚監部首席会計監査官                   | 退職                             |
| 09 | 齋川浩樹   | 2015.3.9 - 2018.3.26   | 創価大・ 37期幹候     | 横須賀地方総監部経理部長                     | 海上幕僚監部首席会計監査官       |
| 10 | 瀬戸西修   | 2018.3.27 - 2019.3.30  | 防大32期              | 横須賀地方総監部経理部長                     | 海上幕僚監部首席会計監査官       |
| 11 | 東井清寧   | 2019.3.31 - 2020.8.2   | 防大31期              | 横須賀地方総監部経理部長                     | 退職（海将補昇任）               |
| 12 | 西川康彦   | 2020.8.3 - 2022.3.31   | 防大33期              | 海上幕僚監部首席会計監査官付 会計監査室長    | 海上幕僚監部首席会計監査官       |
| 13 | 鈴木将治   | 2022.4.1 - 2024.7.31   |                       | 呉造修補給所長 兼 呉地方総監部技術補給監理官 | 呉地方総監部付 →2024.9.28 退職   |
| 14 | 佐藤まどか | 2024.8.1 -             |                       | 海上幕僚監部首席会計監査官付 会計監査室長    |                                  |